# 小田野城
小田野城（おだのじょう）は、東京都八王子市西寺方町にあった戦国時代末期の日本の城（平山城）。

## 概要
案下道(現在の陣馬街道)を見下ろす丘に築城された八王子城の出城である。現在は城跡の直下にトンネルが通じている。

## 歴史・沿革
八王子城(1587年(天正15年)頃築城)とほぼ同時期に、八王子城主・北条氏照の家臣である小田野源太左衛門が築城したと伝えられる。「武蔵名所図会」では小田野氏の居館跡であるという。1978年(昭和53年)に八王子市教育委員会の実施した「深沢遺跡及び小田野城遺跡予備調査」でその実在が確認された。1590年(天正18年)の八王子城攻撃の直前、小田野城は上杉景勝の軍勢と大激戦の末、攻め落とされたとも伝わる。その後、小田野源太左衛門は小田源左衛門と改姓して水戸徳川家に仕官した。1983年(昭和58年)八王子城の一部として国の指定史跡となる。

## 考古資料

### 遺構
曲輪、空堀などの遺構が残る。

## 観光

### アクセス
- JR中央線・京王高尾線高尾駅よりバス15分